# Kanton Fronton
Kanton Fronton (francouzsky Canton de Fronton) je francouzský kanton v departementu Haute-Garonne v regionu Midi-Pyrénées. Tvoří ho 16 obcí.

## Obce kantonu
- Bouloc
- Bruguières
- Castelnau-d'Estrétefonds
- Cépet
- Fronton
- Gargas
- Gratentour
- Labastide-Saint-Sernin
- Lespinasse
- Saint-Jory
- Saint-Rustice
- Saint-Sauveur
- Vacquiers
- Villariès
- Villaudric
- Villeneuve-lès-Bouloc